# Vivian Chow
Vivian Chow (10 de noviembre de 1967) es una actriz y cantante de cantopop nacida en Hong Kong y radicada en Canadá. 

## Biografía
Vivian Chow es hija única. Su padre murió antes de su nacimiento debido a una enfermedad cardíaca. Fue criada por su madre y su abuela. Chow se graduó de St. Stephen's Church College y obtuvo el sexto grado en piano.
Nacida y criada en Hong Kong, Chow ingresó a los premios New Talent Singing Awards de TVB y Capital Artists en 1985. Comenzó su carrera como cantante y actriz al convertirse en la primera finalista en una competencia de DJ independiente organizada por RTHK en 1986.
Chow se volvió cristiana en 2009 y fue bautizada en 2010.

## Carrera
Es conocida por su apoyo a obras de caridad que protegen los derechos de los animales y hacen conciencia sobre el cáncer de mama.
Se retiró de la escena del entretenimiento en la década de 1990 luego de emigrar a Vancouver, Canadá.  

## Discografía
- Zhou Hui Min 周慧敏 (1989)
- Vivian (1990)
- Qing Mi 情迷 (1990)
- A Long & Lasting Love (1991)
- Endless Dream (1992)
- Zhou Hui Min Zhen Qin Jing Xuan 周慧敏真情經選 (1992)
- Dong Ri Lang Man 冬日浪漫 (1992)
- Liu Yan 流言 (1992)
- Jin Zai Bu Yan Zhong 盡在不言中 (1993)
- Zui Ai 最愛 (1993)
- Xinshi Chong Chong 心事重重 (1993)
- Xin Qu + Jing Xuan 新曲+經選 (1993)
- Likai You lv De Xi Guan 離開憂鬱的習慣 (1994)
- Zhiji Zhi Bi 知己知彼對唱精選輯 (1994)
- Gan Qing De Fen Li 感情的分禮 (1994)
- Cheng Zheng 成長 (1994)
- Hongye Luo Sou De Shi Hou 紅葉落索的時候 (1994)
- Zhou Hui Min 1994 Mei De Hua Shen Concert 周慧敏'94美的化身演唱會 (1995)
- Duo Yi Dian Ai Lian 多一點愛戀 (1995)
- Chu Chu Liu Qing 處處留情 (1995)
- Qing Mi Xin Qiao 情迷心竅 (1995)
- Shi Jian 時間 (1996)
- Re Min 熱敏 (1996)
- Zhou Hui Min De Min Gan Di Dai 周慧敏的敏感地帶 (1997)
- Hui Yi Cong Jin Tian Kai Shi 回憶從今天開始 (1997)
- Wan Qian Chong Ai San Shi Shou 萬千寵愛30首 (1998)
- 環球2000超巨星系列 (2000)
- Zhen Jing Dian 真經典 (2001)
- 失物招領 (2002)
- 環球DSD視聽之王	(2003)
- Back for you (2006)
- Pun Jai 盆栽 (2011)
- HIM (2014)

## Filmografía

### Películas
- Heart to Hearts (三人世界) (1988)
- Path of Glory (1989)
- The Romancing Star III (精裝追女仔(三)) (1989)
- Happy Together (相見好) (1989)
- Xiao nan ren zhou xian (小男人周記/Yuppie Fantasy) (1989)
- The Unmatchable Match (風雨同路) (1990)
- Goodbye Hero (玩命雙雄) (1990)
- Heart Into Hearts (三人新世界) (1990)
- The Perfect Match (1991)
- Devil's Vindata (妖魔道) (1991)
- Fruit Bowl (Yes!一族) (1991)
- Fun and Fury (1992)
- Heart Against Hearts (三人做世界) (1992)
- Stone Man (石頭記) (1992)
- Fire On Ice (血染黎明) (1992)
- Tulips in August (八月鬱金香) (1992)
- Arrest the Restless (藍江傳之反飛組風雲) (1992)
- Girls Without Tomorrow 1992 (現代應召女郎) (1992)
- Summer Lover (夏日情人) (1992)
- Angel Hunter (女校風雲之邪教入侵) (1992)
- Rage and Passion (中神通王重陽) (1992)
- The Kung Fu Scholar (倫文敘老點柳先開) (1993)
- Tom, Dick, and Hairy (風塵三俠) (1993)
- No Regret, No Return (走上不歸路) (1993)
- Family Affairs (清官難審) (1994)
- To Love Ferrari (我愛法拉利) (1994)
- Top Banana Club (金裝香蕉俱樂部) (1996)
- All About Love (得閒炒飯) (2010)
- Café. Waiting. Love (2014)

### Obras
- Bengal Cat- 我的貓兒子周慧豹 (2004)

### Programas de variedades
| Año  | Programa   | Notas    |
| ---- | ---------- | -------- |
| 2015 | Happy Camp | invitada |